# Absolute Wilson
Absolute Wilson és una pel·lícula documental del 2006 coproduïda pels Estats Units i Alemanya que gira entorn un artista trencador i controvertit amb una misteriosa personalitat que és analitzada en clau de documental.
Robert Wilson tingué una infància difícil marcada pels seus problemes d'aprenentatge i pel xoc de la seva peculiar personalitat en una societat segregacionista i conservadora. Tot això, unit als traumes per la relació amb el seu pare, feu que en Robert es refugiés en la creativitat més descarnada. De mica en mica esdevingué un dels dramaturgs vanguardistes més rellevants de l'escena actual.

## Argument
Robert Wilson va tenir una joventut difícil marcada pels seus problemes d'aprenentatge i pel xoc de la seva peculiar personalitat en una societat segregacionista i conservadora. Tot això, unit als traumes per la relació amb el seu pare, va fer que Robert es refugiés en la creativitat més descarnada. A poc a poc, es va convertir en un dels dramaturgs avantguardistes més importants dels Estats Units. Un artista trencador i controvertit, la misteriosa personalitat del qual és analitzada en clau de documental.

## Comentari
Amb "Absolute Wilson", la directora Katharina Otto-Bernstein torna al gènere del documental després de "Coming Home", sobre la unificació de les famílies alemanyes el 1990 i "Beautopia: The Dark Side of Modelling", un seguiment de la vida de les models que va ser presentada en Sundance. El repte de Katharina va ser, nogensmenys, desxifrar la fosca personalitat de Robert Wilson, un dels autors teatrals més famosos i reservats dels Estats Units. La cineasta tenia clar que hi havia alguna cosa en aquesta personalitat que marcava decisivament l'avantguardisme de la seva obra i ho ha comprovat en forma d'imatges i testimoniatges. A part del propi Wilson, apareixen amics com el músic David Byrne, la crítica teatral ja morta Susan Sontag, el compositor Tom Waits, que va col·laborar amb ell en l'obra "The Black Rider", i Philip Glass, que va ajudar a compondre l'obra més genial de Wilson, "Einstein on the Beach". Un passeig introspectiu per la vida i la personalitat d'un gran creatiu que expressa en la seva obra molt més del que sembla.